# Evilard
Evilard (o Evilard/Macolin, toponimo francese; in tedesco Leubringen o Leubringen/Magglingen) è un comune svizzero di 2 638 abitanti del Canton Berna, nella regione del Seeland (circondario di Bienne).

## Storia
Nel 1880 la località di Pré de Macolin, fino ad allora frazione di Orvin, è stata assegnata al comune di Evilard. Nel passato Evilard e Macolin (in tedesco Magglingen) erano località amministrativamente distinte, poi vennero riunite nello stesso comune. Fino al 2010 Evilard, assieme alla città di Bienne, costituiva il distretto di Bienne.

## Società

### Evoluzione demografica
L'evoluzione demografica è riportata nella seguente tabella:
Abitanti censiti

### Lingue e dialetti
È un comune bilingue (60% germanofoni, 34% francofoni nel 2000).

## Economia
La frazione di Macolin è una località di villeggiatura, sviluppatasi dagli anni 1870, e una stazione sciistica specializzata nello sci nordico. Ospita altresì dal 1944 il Centro Sportivo Nazionale gestito dall'Ufficio federale dello sport, che costituisce il principale polo elvetico per la formazione, la ricerca, le prestazioni sanitarie e l’allenamento per varie discipline a carattere agonistico. Ne fa parte l'Istituto federale svizzero dello sport, polo universitario dedicato esclusivamente alle scienze dello sport.

## Sport
Evilard ha ospitato il Campionato mondiale di pentathlon moderno nel 1955 e nel 1963.

## Amministrazione
Ogni famiglia originaria del luogo fa parte del cosiddetto comune patriziale e ha la responsabilità della manutenzione di ogni bene comune.